# Tống Thế Kiệt
Tống Thế Kiệt (tiếng Trung: 宋世傑) là một nhân vật hư cấu trong các giai thoại truyền kỳ dân gian Trung Quốc. Ông được mô tả là một trạng sư tài giỏi, thông minh, trọng chính nghĩa, không sợ cường quyền, chuyên dùng khả năng biện luận sắc sảo để bảo vệ kẻ yếu.

## Hình tượng trong dân gian
Nhân vật Tống Thế Kiệt được xác định nguyên danh là Tống Sĩ Kiệt (宋士傑), ban đầu chỉ là một nhân vật phụ được nhắc đến trong cổ từ "Tử kim thoa". Trong vở kinh kịch "Tứ tiến sĩ" phiên bản sớm nhất, nhân vật Tống Sĩ Kiệt giữ vai trò quan trọng hơn, nhưng vẫn chỉ là một nhân vật phụ, bên cạnh các vai diễn chính là Án viện Mao Bằng, Tuần phủ Điền Luân, Đạo đài Cố Độc, Tri huyện Lưu Đề (được gọi chung là "Tứ tiến sĩ"). Về sau, nhân vật Tống Sĩ Kiệt được đưa lên thành nhân vật chính trong vở kinh kịch "Tống Sĩ Kiệt", nổi tiếng với hình tượng do Chu Tín Phương diễn xuất. Ngoài ra, hình tượng Tống Sĩ Kiệt do Mã Liên Lương thể hiện trong phiên bản sau của "Tứ tiến sĩ" cũng rất nổi bật.
Hình tượng Tống Sĩ Kiệt trong các vở kinh kịch được thể hiện ban đầu là một thư lại hình phòng trong Đạo đài nha môn. Ông là người nhiệt tâm, hay chống lại chuyện bất bình, chính thực thẳng thắn, không a dua xu nịnh. Do tính cách này, ông bị thượng cấp căm ghét, về sau bị khai trừ công chức. Sự chuyển biến Tống Sĩ Kiệt từ nhân vật phụ thành nhân vật chính, theo các nhà nghiên cứu, khả năng là dân gian muốn gửi gắm hy vọng từ thanh quan Mao Bằng vào chí sĩ Tống Sĩ Kiệt không sợ cường quyền mà nên. Hình tượng Tống Sĩ Kiệt dần được hoàn chỉnh với nhân vật có tính cách khôi hài u mặc, thông minh cơ trí, không sợ cường bạo, chuyên bênh vực kẻ yếu, kết hợp từ nhiều giai thoại anh hùng trong dân gian. Về sau, những tính cách của nhân vật Tống Sĩ Kiệt được xây dựng hoàn chỉnh trong vở kinh kịch Quảng Đông "Xẩm xử quan".
Cuối đời Nhà Thanh, một thành viên đảng cách mạng là Tống Thế Kiệt, người Đại Đồng Sơn Tây, mang nhiều nét tương đồng nhân vật Tống Sĩ Kiệt. Do trong sự đồng âm ngôn ngữ, nhân vật Tống Sĩ Kiệt cũng dần biến đổi thành Tống Thế Kiệt trong các vở kinh kịch Quảng Đông "Xẩm xử quan", đồng thời, cũng kết hợp các tính cách của các nhân vật truyền kỳ là Trần Mộng Cát, Phương Đường Kính, Hà Đạm Như, và Lưu Hoa Đông (vốn được mệnh danh là Quảng Đông Tứ đại trạng sư), để dần biến một nhân vật nhiệt tâm bảo vệ chính nghĩa Tống Sĩ Kiệt thời Minh trở thành một đại trạng sư Tống Thế Kiệt thời Nhà Thanh, hoặc thậm chí bị cho là một người trong Quảng Đông Tứ đại trạng sư.

## Hình tượng điện ảnh
- Xẩm xử quan  (phim điện ảnh Hong Kong 1992)
- Trạng vương Tống Thế Kiệt (phim truyền hình Hong Kong 1997)
- Trạng vương Tống Thế Kiệt II (phim truyền hình Hong Kong 1999)
- Đống đốc trạng vương (phim truyền hình Trung Quốc 2005)
- Nam Bắc đại trạng (phim truyền hình Trung Quốc 2009)
- Tân Xẩm xử quan (phim truyền hình Trung Quốc 2011)